# Sultanato di Audhali
Lo Audhali (in arabo: العوذلي al-'Awdhalī o العواذل al-'Awādhal), ufficialmente Sultanato di Audhali (in arabo: سلطنة العوذلي Saltanat al-'Awdhalī ), fu uno stato del Protettorato di Aden. Fu uno dei membri fondatori della Federazione degli Emirati Arabi del Sud nel 1959 e dell'entità che la seguì, la Federazione dell'Arabia Meridionale, nel 1963. La sua capitale era Zarah.

## Storia
La data di fondazione del Sultanato è incerta. Il Sultanato di `Awdhali divenne un protettorato britannico nel 1890. Il suo ultimo sultano, Salih Ibn al Husayn ibn Jabil Al Audhali, fu deposto e il suo Stato abolito nel 1967 alla fondazione della Repubblica Democratica Popolare dello Yemen. La zona è ora parte dello Yemen.

## Elenco degli sceicchi
I regnanti portavano il titolo di Sultan al-Saltana al-`Awdhaliyya.
- Salih al-`Awdhali Ibn al-Awsaji (c.1750 - 1780)
- Ja`bil ibn Salih al-`Awdhali ibn al-Awsaji (c.1780 - 1820)
- Ahmad ibn Salih al-`Awdhali ibn al-Awsaji (c.1820 - 1870)
- Muhammad ibn Ahmad al-`Awdhali ibn al-Awsaji (1870 - 1890)
- Hamid ibn Ja`bil al-`Awdhali ibn al-Awsaji (1890 - 1900)
- al-Qasim ibn Hamid al-`Awdhali ibn al-Awsaji (1900 - 3 settembre 1928)
- Salih ibn al-Husayn ibn Ja`bil al-`Awdhali ibn al-Awsaji (1928 - settembre 1967)
  - Muhammad Ja`bil (1928 - 19..) (reggente)